# Видесючь
Видесю́чь (чув. Витеҫуч) — деревня в Аликовском муниципальном округе Чувашской Республики. Входила в состав Аликовского сельского поселения до его упразднения в 2022 году.

## Общие сведения
Одна улица — Зелёная ул. (чув. Симĕс урам). Почтовый индекс 429250. В настоящее время деревня в основном газифицирована.

### География
Ведисючь расположена западнее административного центра Аликовского района на 2 км. К северо-востоку от д. Ведисючь лежит д. Азамат.

### Климат
Климат умеренно континентальный с продолжительной холодной зимой и тёплым летом. Средняя температура января −12,9 °C, июля 18,3 °C, абсолютный минимум достигал −44 °C, абсолютный максимум 37 °C. За год в среднем выпадает до 552 мм осадков.

### Демография
В деревне живёт 75 чел. (2006), преимущественно чуваши. Мужчин — 31, женщин — 44.

## Название
Название вызывает споры. Одни объяснения исходят из слов чув. вите (читается близко к «виде») — «конюшня, хлев» и чув. çут (в форме притяжательной конструкции «çуч(ĕ)») — «холм, пригорок». Такое же объяснение у Н. И. Ашмарина в его Словаре чувашского языка (т. 5, стр. 257).
Есть также мнение, что название происходит от чув. виçе çурт — «три дома», но было ошибочно написано в русских документах, что затем закрепилось в собственно чувашском обиходе.

## История
С 1917 по 1927 годы входила в Аликовскую волость Ядринского уезда. 1 ноября 1927 года вошло в Аликовский район, а 20 декабря 1962 года включено в Вурнарский район. С 14 марта 1965 года — снова в Аликовском районе.

## Люди, связанные с д. Видесючь
- Васильев Вячеслав Дмитриевич, заслуженный учитель Российской Федерации , .
- Осипова Елизавета Борисовна, чувашская писательница.
- Трофимов, Андрей Трофимович, заслуженный учитель Чувашской республики (1941).
- Трофимов, Тит Трофимович, учёный, ботаник, занимавшийся селекцией облепихи
- Трофимов, Иван Трофимович, профессор, доктор вет. наук. (1957).